# Пападакис, Габриэла
Габриэ́ла Папада́кис (фр. Gabriella Papadakis; род. 10 мая 1995 года, Клермон-Ферран, Франция) — французская фигуристка, выступающая в танцах на льду с Гийомом Сизероном. Они — олимпийские чемпионы (2022), серебряные призёры Олимпийских игр (2018), пятикратные чемпионы мира (2015, 2016, 2018, 2019, 2022), вице-чемпионы мира (2017), пятикратные чемпионы Европы (2015—2019), двукратные победители финала Гран-при (2017/2018 и 2019/2020), семикратные чемпионы Франции (2015—2020, 2022).

## Карьера

### Ранние годы
Габриэла и Гийом Сизерон встали в пару, когда им было по девять и десять лет соответственно, по предложению матери Габриэлы, Катерины Пападакис, которая тренировала пару с момента её образования.

### 2009—2010 годы
Как танцевальная пара они дебютировали в юниорской серии Гран-при по фигурному катанию, заняв 15 место на этапе в США. Чуть позже, в 2010 году, Пападакис и Сизерон заняли 22 место на чемпионате мира по фигурному катанию среди юниоров.

### 2010—2011
В сезоне 2010—2011 фигуристы финишировали четвертыми на этапе Юниорского Гран-при во Франции, а также третьими в Австрии. На юниорском Чемпионате мира они заняли 12 место. 

### 2011—2012
В сезоне 2011—2012 Пападакис и Сизерон заняли четвёртое место на этапе Гран-при в Польше и в Эстонии, а также поднялись на пятую строчку на юниорском чемпионате мира.

### 2012—2013
В середине июня 2012 спортсмены решили переехать в Лион, чтобы тренироваться с новыми тренерами, Мюриель Буше-Зазуи и Ромэном Агенауэром. В свой четвёртый сезон на юниорском уровне Пападакис и Сизерон выиграли оба этапа юниорского Гран-при во Франции и Австрии, тем самым отобравшись в финал серии, где они заняли второе место, уступив только российскому дуэту. На Чемпионате мира среди юниоров 2013 пара также завоевала серебро. В день произвольного танца Габриэла столкнулась с другой фигуристкой, в результате чего повредила лодыжку. Во время проката пара приостановила выступление, чтобы выполнить медицинский осмотр партнёрши, после чего Пападакис и Сизерон продолжили выступление, заняв третье место по итогам произвольного танца. 

### 2013—2014
С осени 2013 года пара начала выступления во взрослых соревнованиях. Пара завоевала серебро на чемпионате Франции в 2014 году и была включена в состав сборной Франции на европейское первенство после того, как с чемпионата снялись лидеры французской сборной Натали Пешала и Фабьян Бурза. К сожалению фигуристов, они не справились с волнением в свой дебютный чемпионат и оказались в середине таблицы. Пара попала в запас на Олимпийские игры в Сочи. Французская федерация после сочинской Олимпиады, однако, решила пару направить в марте на чемпионат мира. Спортсмены выступили здесь лучше, чем на европейском чемпионате, стали тринадцатыми в итоговом зачете.

### 2014—2015: сезон побед
В межсезонье пара сменила тренеров и хореографов и перебралась в Канаду. Послеолимпийский сезон пара начала на турнире в Канаде. Заняли первое место и улучшили свои показатели в произвольном танце и сумме. Главный сюрприз ожидал пару через месяц на этапе Гран-при в Шанхае. В коротком танце фигуристы улучшили свои достижения, заняв третье место. На следующий день произвольный танец был прекрасно продемонстрирован, и фигуристы намного превысили свои прежние результаты, по сумме баллов заняли первое место, опередив при этом действующих чемпионов мира и Европы итальянцев Анну Каппеллини и Луку Ланотте. Так Пападакис/Сизерон из запасных сразу шагнули в лидеры. На домашнем этапе Гран-при пара в очередной раз повысила все свои достижения в двух видах и заняла первое место. Это позволило им без проблем выйти в финал Гран-при, где они выиграли бронзовые медали. Вскоре они впервые выиграли французский чемпионат.
Триумф пары пришёлся на европейский чемпионат в январе 2015 года в Стокгольме, где спортсмены превосходно выступили в обоих видах программы и завоевали золотые медали. Успех они развили в конце марта в Шанхае на чемпионате мира. Там французские фигуристы после короткой программы были лишь четвёртыми, однако на финиш пришли первыми с нежной и утончённой произвольной программой под адажио из фортепьянного концерта № 23 Моцарта в исполнении Владимира Горовица. Попутно улучшили свои спортивные достижения во всех трёх номинациях. В середине апреля на заключительном старте сезоне на командном чемпионате мира в Японии пара удачно выступила в обеих видах программ.

### 2015—2016
Летом 2015 года на тренировке фигуристка получила сильное сотрясение мозга и была госпитализирована с неясными прогнозами на сезон 2015—2016. 11 ноября 2015 года было объявлено, что пара пропустит этапы Гран-при по фигурному катанию. Но после этого спортсмены уверенно выиграли чемпионат страны 2016 года. На европейском чемпионате через месяц в Братиславе фигуристы выступили очень хорошо. Пара после короткой программы шла второй, однако после произвольной сумела переместиться на первое место и стать двукратным чемпионом Европы. В начале апреля в Бостоне на мировом чемпионате французские фигуристы стали двукратными чемпионами мира и улучшили все свои прежние спортивные достижения. При этом в произвольной программе был установлен мировой рекорд.

### 2016—2017
В середине ноября французские танцоры начали предолимпийский сезон выступив на домашнем этапе Гран-при в Париже, где на турнире Trophée de France они уверенно заняли первое место и улучшили свои прежние достижения в короткой программе. В конце ноября они выступали на заключительном этапе Гран-при в Саппоро, где уверенно заняли второе место. Это позволило им уверенно выйти в финал Гран-при в Марселе. Дома в упорной борьбе они сумели занять второе место. В середине декабря пара приняла участие в очередном чемпионате Франции в Кане, где они уверенно, в очередной раз, финишировали с золотыми медалями.
В конце января французские спортсмены выступали в Остраве на европейском чемпионате; после короткой программы танцоры занимали третье место, однако после произвольной в очередной раз стали чемпионами. В конце марта французские фигуристы выступали на мировом чемпионате в Хельсинки, где им удалось в упорной борьбе завоевать серебряные медали. При этом они установили мировой рекорд в произвольном танце.

### 2017—2018
Олимпийский сезон 2017—2018 французская пара начала в начале октября в Эспоо, на Трофее Финляндии, который они выиграли. В начале ноября пара выступила на китайском этапе в Пекине серии Гран-при, где они финишировали с рекордами в сумме и произвольном танце и с золотыми медалями. В середине ноября спортсмены выступили на домашнем этапе Гран-при, где они уверенно вновь завоевали золотые медали. Это позволило им выйти в Финал Гран-при. В Нагое они в упорной борьбе финишировали с золотыми медалями. Им удалось установить мировой рекорд в коротком танце. На национальном чемпионате в Нанте они в очередной раз стали чемпионами.
На чемпионате Европы в Москве французы вновь были вне конкуренции, уверенно победив. В коротком танце побить свой мировой рекорд им не удалось, а в произвольном смогли улучшить своё же достижение.. Пара набрала 121,87 баллов, побив мировые рекорды как в произвольном танце, так и по сумме баллов.
На Олимпиаде в Пхёнчхане пара уверенно выступила в короткой программе, несмотря на казус с платьем Габриэлы заняли второе промежуточное место. В произвольной программе установили новый мировой рекорд. Пападакис и Сизерон завоевали серебряные медали.
После Олимпиады, на чемпионате мира в Милане, Габриэла и Гийом стали победителями, вновь установив мировые рекорды в коротком и произвольном танце, а также по сумме баллов.

### 2018—2019
В постолимпийский сезон Пападакис и Сизерон были заявлены этапы Гран-при NHK Trophy и Internationaux de France, но снялись с этапа в Японии за несколько дней до его начала из-за травмы спины у партнёра. В конце ноября выиграли французский этап, установив новые мировые рекорды. По итогам обоих этапов пара не смогла отобраться в финал Гран-при.
Выиграв чемпионат Франции пятый раз подряд, Пападакис и Сизерон приняли участие в Чемпионате Европы.
После ритм-танца Пападакис и Сизерон расположились на первом месте с результатом в 84,79 балла, обновив мировой рекорд, который они уже установили на этапе Гран-при во Франции. Пара выиграла также произвольный танец, вновь обновив рекорды. В итоге Пападакис и Сизерон стали пятикратными чемпионами Европы.
После произвольного танца, её партнёр Гийом Сизерон выразил удовольствие[стиль], назвав его «технически почти совершенным».
На чемпионате мира в Сайтаме французская пара завоевала золото, побив рекорды.
Пападакис и Сизерон участвовали в Командном чемпионате мира, они чисто откатали свои программы и принесли команде максимальные 12 очков.

### 2019—2020

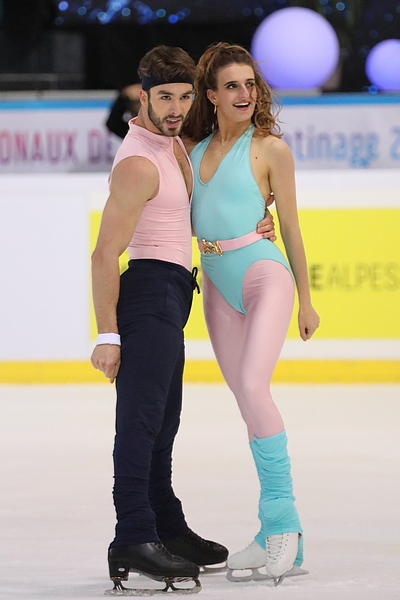
ритм танец, Internationaux de France 2019

Пападакис и Сизерон начали сезон в Гренобле на этапе гран — при, в котором они взяли золото, следом они заняли первое место на этапе в Японии, поставив новый рекорд. В финале Гран-при при исполнении ритм-танца Пападакис споткнулась на твизле, но несмотря на это, пара набрала 83,83 балла и расположилась на первом месте. Произвольный танец они выиграли, став двукратными победителями финала гран — при.
На чемпионат Европы Пападакис и Сизерон ехали фаворитами, но не смогли подтвердить это звание. После короткого танца они шли на первом месте, опередив российскую пару всего на 0,05 балла. В произвольном танце Пападакис и Сизерон заняли второе место и также в итоговом зачете, сенсационно проиграв Виктории Синициной и Никите Кацалапову. Отрыв от первого места составил 0,14 балла.

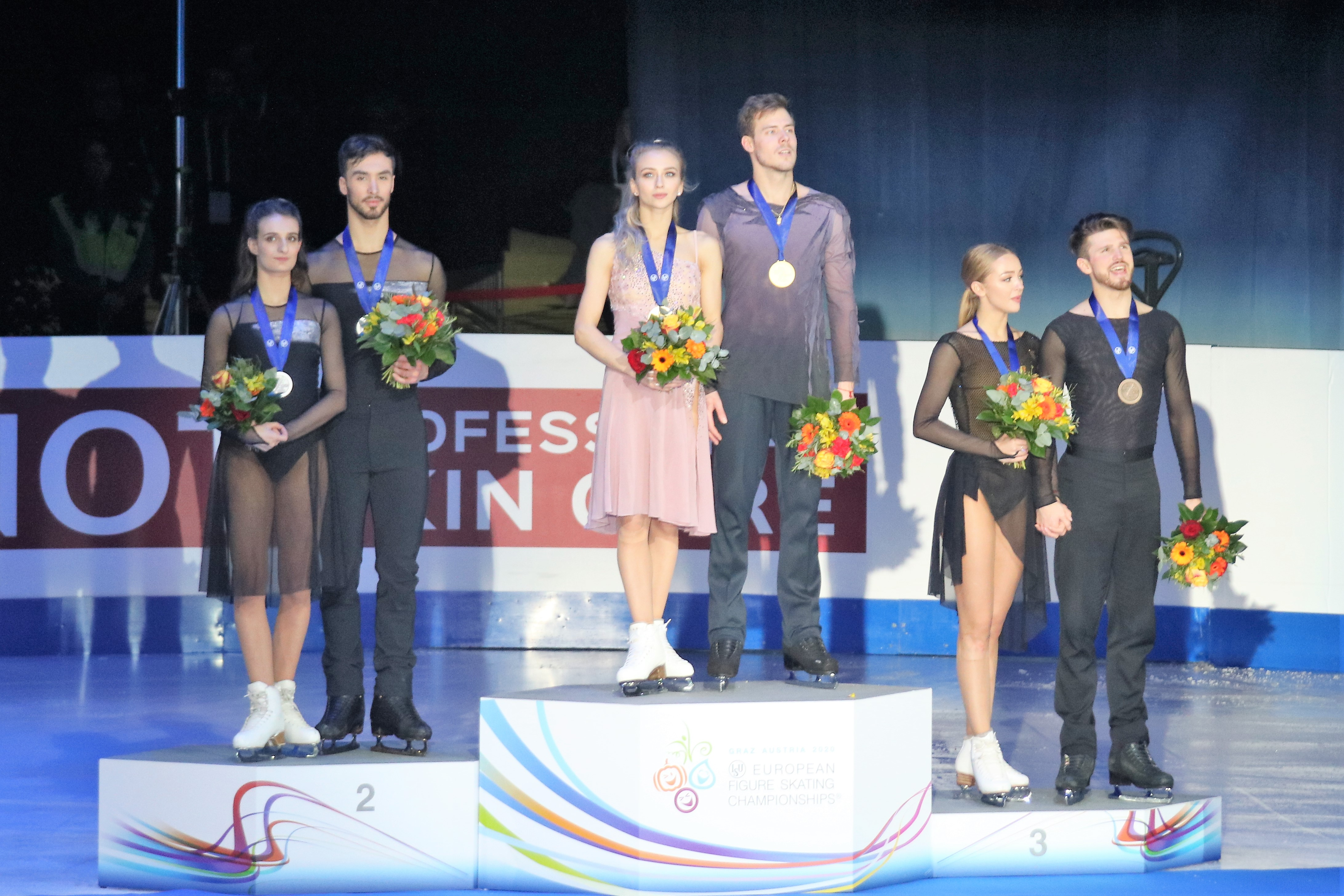
Пападакис и Сизерон с серебряными медалями на пьедестале европейского чемпионата

После выступления пара заявила, что «они не могут всегда выигрывать и принимают этот результат». Поражение послужило для них уроком, и они продолжают работать дальше.
Пара не смогла принять участие в чемпионате мира 2020 из-за пандемии COVID-19.

### 2020—2021
Пара не приняла участие ни в этапах Гран-при, ни в национальном чемпионате, сосредоточившись на чемпионате мира в Стокгольме. В январе 2021 года объявили о пропуске чемпионата мира, объяснив это тем, что они хотят подготовиться к олимпийским играм.

### 2021—2022: золото олимпийских игр.
Сезон французская пара начала с уверенной победы в Master’s de Patinage, где они представили свои программы: для короткой программы был выбран блюз «Made to love» и «You & I», а для произвольного танца — лирическая композиция «элегия», наполненная сложной хореографией и высокими поддержками. На этом турнире Габриэла и Гийом неофициально побили мировые рекорды. Следом уверенно выиграли этап Челленджера Finlandia Trophy. Далее они с огромным отрывом победили на этапе Гран-при в Италии и во Франции, что обеспечило им место в финале Гран-при в Осаке. Но финал был отменен из-за угрозы распространения штампа Омикрон.
Следующим турниром, в котором участвовала пара, стал национальный чемпионат. После ритм-танца Пападакис и Сизерон лидировали с новым мировым рекордом (однако результат не был засчитан, так как учитываются только международные соревнования), в произвольной программе стали первыми вновь, в итоге выиграв чемпионат Франции.
Чемпионат Европы пара пропустила из-за ковидных опасений[стиль]. Чемпионат мира Пападакис и Сизерон выиграли с новыми рекордами.

## Программы
| Сезон     | Ритм-танец                                                                                | Произвольный танец                                                                              | Показательные номера                                             |
| --------- | ----------------------------------------------------------------------------------------- | ----------------------------------------------------------------------------------------------- | ---------------------------------------------------------------- |
| 2021—2022 | - Хип-хоп: «Made to Love» - Блюз: «You & I» Джон Ледженд                                  | - «Élégie» Габриель Форе                                                                        | - «Avec Le Temps» Лео Ферре                                      |

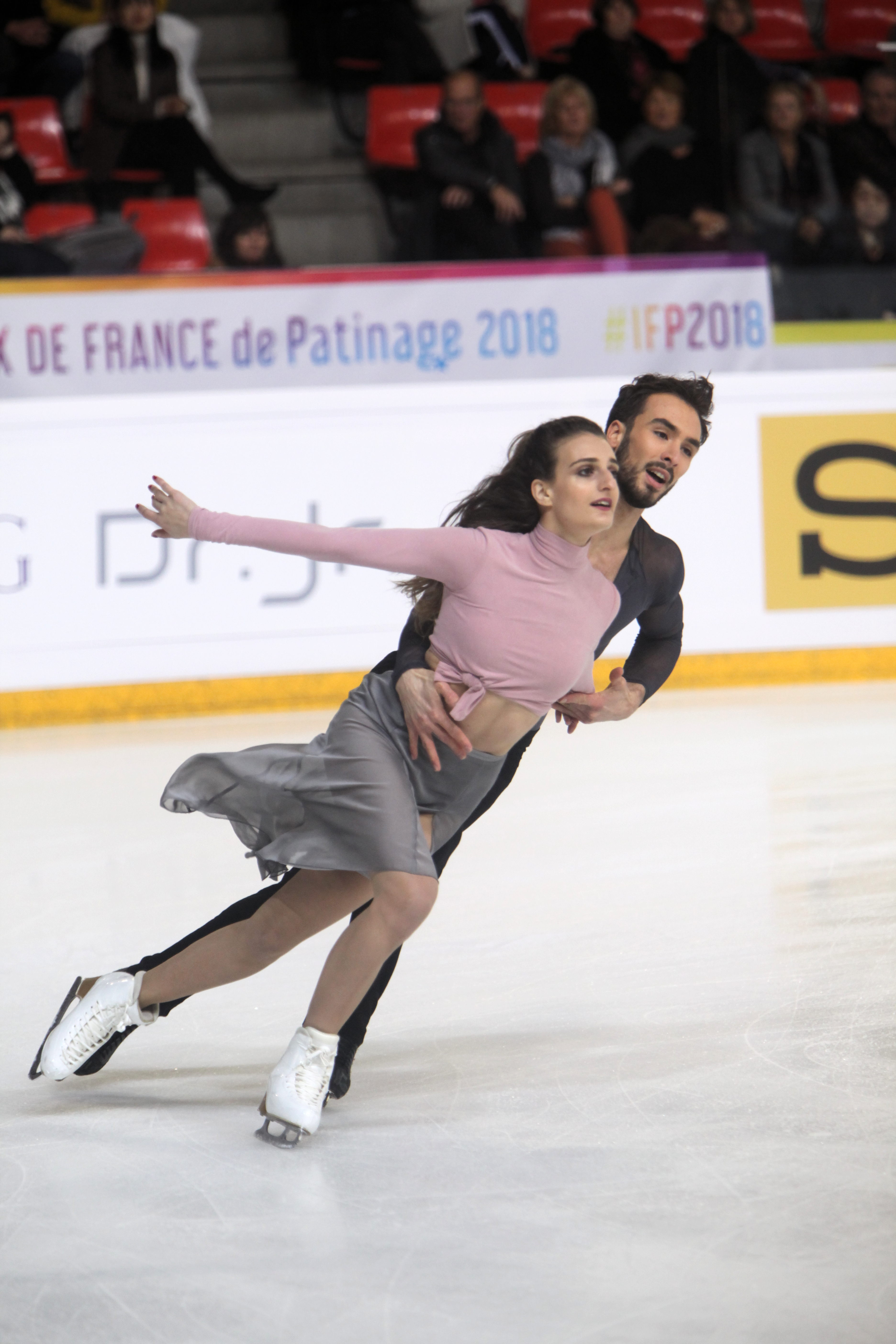
Пападакис и Сизерон на Гран-при Франции 2018

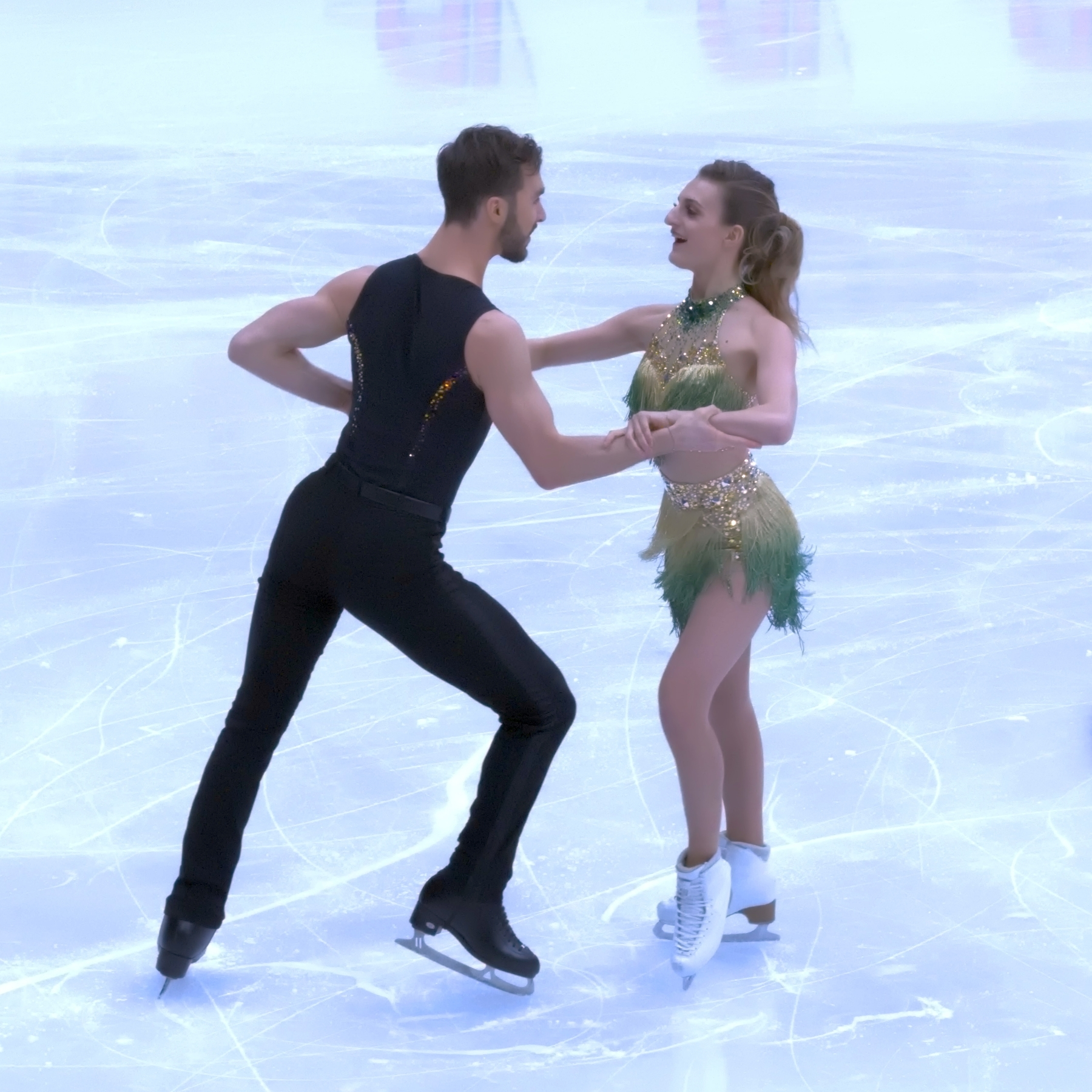
Пападакис и Сизерон на чемпионате Европы в Москве (2018)

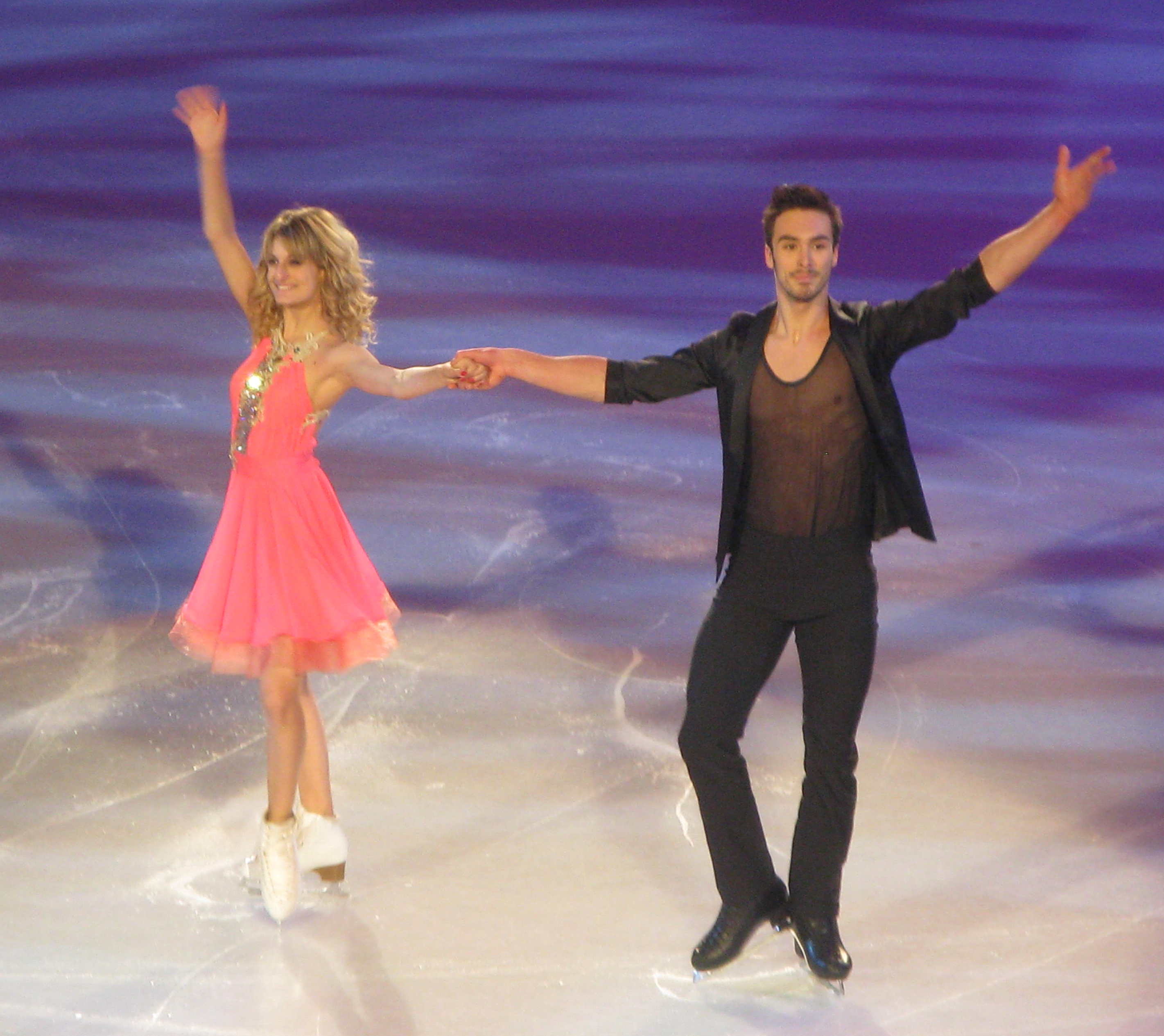
Пападакис и Сизерон, Bompard-2013

| 2019—2020 | - Диско и блюз: Саундтрек к фильму «Слава» Айрин Кара, Майкл Гор, Дин Питчфорд            | - «Find Me» Forest Blakk - «Danny» - «Suspects» Оулавюр Арнальдс                                | - «For Island Fires and Family» - «Power Over Me» Дермот Кеннеди |
| 2018—2019 | - Танго: «Oblivion» - «Весна в Буэнос-Айресе» Астор Пьяццолла в исполнении Гидона Кремера | - «Duet» - «Sunday Afternoon» Рейчел Ямагата                                                    | - «Shape of You» - «Thinking Out Loud» Эд Ширан                  |
| 2017—2018 | - Самба: «Shape of You» - Румба:«Thinking Out Loud» Эд Ширан                              | - «Лунная соната» Людвиг ван Бетховен                                                           | - «Pray You Catch Me» Бейонсе                                    |
| 2016—2017 | - Блюз: «Bittersweet» Club des Belugas - Свинг: «Diga Diga Doo» Big Bad Voodoo Daddy      | - «Stillness» Nest - «Oddudua» Альдо Лопес Гавилан - «Happiness Does Not Wait» Оулавюр Арнальдс | - «Belvedere» Джеймс Грунтц                                      |
| 2015—2016 | - Вальс: «Charms» (из фильма «МЫ. Верим в любовь») Абель Коженёвский                      | - «Rain, In Your Black Eyes» Эцио Боссо - «To Build a Home» The Cinematic Orchestra             | - «Can't Feel My Face» The Weeknd                                |
| 2014—2015 | - Пасодобль: «Escobilla» - Фламенко: «Farruca» Кристина Ойос                              | - «Adagio from Concerto No. 23» Вольфганг Амадей Моцарт                                         | - «Take Me to Church» Хозиер                                     |
| 2013—2014 | - Квикстеп: «Cool Cat in Town» Tape Five - Фокстрот: «Бурлеск»                            | - «Iron» - «Run Boy Run» Woodkid - «Brotsjor» Оулавюр Арнальдс                                  | - «Million Dollar Man» Лана Дель Рей                             |
| 2012—2013 | - Блюз: «Minnie the Moocher» Кэб Кэллоуэй - «The Dirty Boogie» The Brian Setzer Orchestra | - «Money» - «Hey You» Pink Floyd                                                                |                                                                  |
| 2011—2012 | - Румба: «Mondo Bongo» The Mescaleros - Ча-ча-ча: «Oye Como Va» Селия Крус                | - «Jailhouse Rock» - «So Glad You're Mine» - «Blue Suede Shoes» Элвис Пресли                    | - «Je dois m'en aller» Niagara                                   |
| 2010—2011 | - Вальс: «C'était Salement Romantique» Cœur de pirate                                     | - «A Fuego Lento» Горацио Салган - «Rapsodia de Anabal» Хосе Либателла                          |                                                                  |

## Спортивные достижения

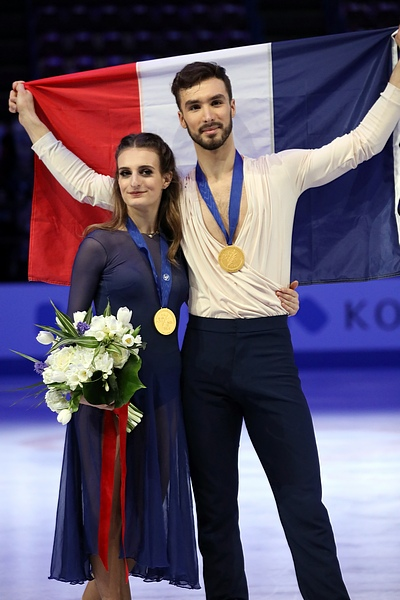
Пападакис и Сизерон на церемонии награждения на чемпионате мира 2018

(с Гийомом Сизероном)
| Соревнования                             | 08/09         | 09/10         | 10/11         | 11/12         | 12/13         | 13/14         | 14/15         | 15/16         | 16/17         | 17/18         | 18/19         | 19/20         | 20/21         | 21/22         |
| Международные                            | Международные | Международные | Международные | Международные | Международные | Международные | Международные | Международные | Международные | Международные | Международные | Международные | Международные | Международные |
| ---------------------------------------- | ------------- | ------------- | ------------- | ------------- | ------------- | ------------- | ------------- | ------------- | ------------- | ------------- | ------------- | ------------- | ------------- | ------------- |
| Зимние Олимпийские игры                  |               |               |               |               |               |               |               |               |               | 2             |               |               |               | 1             |
| Чемпионаты мира                          |               |               |               |               |               | 13            | 1             | 1             | 2             | 1             | 1             | C             |               | 1             |
| Чемпионаты Европы                        |               |               |               |               |               | 15            | 1             | 1             | 1             | 1             | 1             | 2             |               |               |
| Финалы Гран-при                          |               |               |               |               |               |               | 3             |               | 2             | 1             |               | 1             |               | C             |
| Этапы Гран-при. Cup of China             |               |               |               |               |               |               | 1             |               |               | 1             |               |               |               |               |
| Этапы Гран-при. Internationaux de France |               |               |               |               |               | 5             | 1             |               | 1             | 1             | 1             | 1             |               | 1             |
| Этапы Гран-при. Rostelecom Cup           |               |               |               |               |               | 7             |               |               |               |               |               |               |               |               |
| Этапы Гран-при. NHK Trophy               |               |               |               |               |               |               |               |               | 2             |               |               | 1             |               |               |
| Этапы Гран-при. Италии                   |               |               |               |               |               |               |               |               |               |               |               |               |               | 1             |
| Челленджеры. Autumn Classic              |               |               |               |               |               |               | 1             |               |               |               |               |               |               |               |
| Челленджеры. Finlandia Trophy            |               |               |               |               |               |               |               |               |               | 1             |               |               |               | 1             |
| Международный Кубок Ниццы                |               |               |               |               |               | 1             |               |               |               |               |               |               |               |               |
| Золотой конёк Загреба                    |               |               |               |               |               | 4             |               |               |               |               |               |               |               |               |
| Международные командные                  |               |               |               |               |               |               |               |               |               |               |               |               |               |               |
| Командные чемпионаты мира                |               |               |               |               |               |               | 6             |               |               |               | 4             |               |               |               |
| Национальные                             |               |               |               |               |               |               |               |               |               |               |               |               |               |               |
| Чемпионаты Франции                       |               |               |               |               |               | 2             | 1             | 1             | 1             | 1             | 1             | 1             |               | 1             |
| Master's de Patinage                     |               |               |               |               | 3             | 1             |               | 1             | 1             |               | 1             |               |               | 1             |
| Международные среди юниоров              |               |               |               |               |               |               |               |               |               |               |               |               |               |               |
| Чемпионаты мира среди юниоров            |               | 22            | 12            | 5             | 2             |               |               |               |               |               |               |               |               |               |
| Финалы юниорского Гран-при               |               |               |               |               | 2             |               |               |               |               |               |               |               |               |               |
| Этапы юниорского Гран-при. Австрия       |               |               | 3             |               | 1             |               |               |               |               |               |               |               |               |               |
| Этапы юниорского Гран-при. Эстония       |               |               |               | 4             |               |               |               |               |               |               |               |               |               |               |
| Этапы юниорского Гран-при. Франция       |               |               | 4             |               | 1             |               |               |               |               |               |               |               |               |               |
| Этапы юниорского Гран-при. Польша        |               |               |               | 4             |               |               |               |               |               |               |               |               |               |               |
| Этапы юниорского Гран-при. США           |               | 15            |               |               |               |               |               |               |               |               |               |               |               |               |
| NRW Trophy                               |               |               |               |               | 2 J           |               |               |               |               |               |               |               |               |               |
| International Trophy of Lyon             |               |               | 1 J           | 1 J           | 1 J           |               |               |               |               |               |               |               |               |               |
| Santa Claus Cup                          | 3 N           |               |               | 2 J           |               |               |               |               |               |               |               |               |               |               |